# Портна вена
Портната вена (на латински: v. portae) е кръвоносен съд, който пренася кръв от стомашно-чревния тракт, жлъчния мехур, панкреаса и далака до черния дроб. Тази кръв е богата на хранителни вещества, които са извлечени от храната и черния дроб обработва тези хранителни вещества. Също така филтрира токсини, които може да са били погълнати с храната. 75% от общия кръвен поток на черния дроб минава през портната вена, като останалата част идва от чернодробната артерия.
Системата на портната вена е представена от съдове, по които се оттича кръвта от храносмилателния канал (в участъка от входа на стомаха до горния отдел на правото черво), а така също от слезката и задстомашната жлеза. Стволът на портната вена се образува чрез сливането на три корена, представени от следните нечифтни вени: v. mesenterica superior, v. mesenterica inferior и v. linealis. Това сливане е извършва зад главата на задстомашната жлеза. Оттук той се насочва нагоре и надясно, прекосява задната повърхност на pars superior duodeni, навлиза между двата листа на lig. Hepatoduodenale, където се разполага зад ductus choledochus и a. hepatica propria. В областта на porta hepatis портната вена се раздвоява – получените два клона се раздалечават един от друг под прав ъгъл. Тези клоове са: десен – pamus dexter, и ляв – ramus sinister. Десният клон е по-дебел и веднага навлиза в черния дроб, а левият – по-тънък и извънорганната му част е по-дълга. В черния дроб двата клона се разклоняват по определен начин на все по-малки клончета, които в крайна сметка дават синусоидите на чернодробното легенче.
По такъв начин в черния дроб се внасят и контактират с неговите клетки:
а) хранителни вещества (предимно въглехидрати и белтъци), разорбирани в капилярите на червените власинки;
б) инсулин и глюкагон – хормони, изработени от Лангерхансовите острови на задстомашната жлеза;
в) продукти от разрушените в слезката червени кръвни клетки.
В ствола на v. portae се вливат редица малки притоци:
1. V. cystica събира кръвта от стената на жлъчния мехур и се влива с портната вена или в нейния десен клон.
2. Vv. Paraumbilicales започват от предната коремна стена в областта на пъпа. Те анастомозират с епигастралните вени – vv. Epigastricae, superior, inferior et superficialis. Те навлизат в lig. Teres hepatis и се съединяват в общ ствол, който се влива в ствола на v. portae.
3. Vv. Gastricae, dextra et sinistra, идват от малката кривина на стомаха. Ляват от тях в областта на кардията анастомозира с vv. Esophageae, след което извива надясно и назад и се влива в ствола на v. poetae.
4. V. prepylorica идва от областта на пиклора. Тя се влива с v. gastrica dextra или направо в ствола на портната вена.
Корени на портната вена:
1. V. mesenterica superior започва от областта на илиожекалното свързване като v. ileocolica. Нейният ствол придружава едноименната артерия, като се разполага от дясната ѝ страна. По нея и нейните притоци се извършва оттичането на кръвта от тънкото черво, сляпото черво и апендикса, възходящото и напречното ободно черво, както и от мезентериалните лимфни възли. Тя приема множество притоци: а. V ileocolica събира кръвта от крайната част на тънкото черво, сляпото черво и апендикса. Б Vv. Jejunales et ilei, на беой 16 – 20, събират кръвта от мезентериалното тинко черво, върват между двата листа на мезентерия и се вливат в лявата страна на v. mesenterica superior. В V. colica dextra носи кръв от възходящото черво. Заедно с едноименната аптерия тя се разполага хоризонтално в ретроперионалното пространство. Г V. colica media събира кръвта от напречното ободно черво. Тя се разполага между двата листа на mesocolon transversum и придружава едноименната артерия. Д V. pancreaticoduodenalis inferior се формира от венички на задстомашната жлеза и долната част на дванадесетопръстника и се влива в v. mesenterica в областта на superior incisura pancreatis. Е V. gastroepiploica dextra се движи по голямата кривина на стомаха надолу и надясно, като приема клончета от предната и задната стомашна стена и от голямото було. На нивото на пилора тя приема v. pancreaticoduodenalis superior anterior и се влива в най-горната част на v. mesenterica superior.
2. V. mesenterica inferior започва в областта на малкия таз като v. rectalis superior. Тя върви във възходяща посока, прекосява лявите vasa iliaca и продължава по задната коремна стена, покрита от пристенната коремница. Нагоре тя се отклонява надясно, преминава от лявата страна на flexura duodenojejunalis, зад задстомашната жлезам като достига мястото на формиране на v. portae. В повечето случаи тя се влива в v. lienalis. Притоците на v. mesenterica inferior събират кръвта от правото, сигмовидното и низходящото ободно черво черво:
а) v. Rectalis superior започва от горната част на правото черво, като се свързва с венозното сплетение на това черво – plexus venosus rectalis;
б) vv. Sigmoideae идват от сигмовидното ободно черво;
в) v. colica sinistra носи кръв от низходящото ободно черво.
3. V. lienalis се образува в областта на hilus lienis чрез сливането на множество по-малки вени, излизащи от слезката. Оттук тя се насочва надясно по задбо-горния ръб на задстомашната жлеза успоредно на едноименната артерия. В близост с гръбначния стълб тя приема v. mesenterica inferior, прекосява предната повърхност на коремната аорта и се слива с v. mesenterica superior, като образуват v. portae. По своето протежение v. lienalis приема редица притоци:
а) v. gastroepiploica sinistra идва от голямат акривина на стомаха и носи кръв от неговите стени и от голямото було – влива се в близост със слезката;
б) vv. Gastricae breves идват от областта на дъното на стомаха;
в) vv. Pancreaticae са множество тънки венички, излизащи по жялата дължина на задстомашната жлеза.